# 山本修二
山本 修二（やまもと しゅうじ、1894年1月29日 - 1976年1月22日）は、日本の英文学者、演劇研究者。

## 人物・来歴
京都生まれ。探墓家として知られた小学校教員山本臨乗の次男。1919年京都帝国大学文学部英文科卒、1921年龍谷大学教授、1925年第三高等学校教授、1949年京都大学教養部教授、1954年定年退官、名誉教授、立命館大学教授、1967年龍谷大学教授。アイルランド演劇の研究などをおこなうほか歌舞伎評論もした。森本薫と親しく、田宮虎彦は門下生（三高時代の教え子）。

## 著書
- 『英米現代劇の動向』創元社 1932
- 『ピネロ』研究社英米文学評伝叢書 1936
- 『演劇と文化』教育図書 1941
- 『日本の演劇』堀書店 教養叢書 1947
- 『演劇寸史』中外書房 1958
- 『アイルランド演劇研究』あぽろん社 1968
- 『演劇芸術の問題点』あぽろん社 1971

### 翻訳
- 『英国愛蘭近代劇精髄』菊池寛共著 新潮社 1925
- 『近代劇全集 第43巻 英吉利篇 ピムさん通れば(ミルン) メアリ・ステュアアト(ドリンクヲオタア) 風聞(マンロオ) 家庭漫語(カワアド) 第一書房 1930
- ジョン・ミリントン・シング『西国の伊達男』岩波文庫 1939
- ジョン・ステューアート・ミル『女性解放のために』世界文学社 1948
- ロバート・エドモンド・ジョーンズ『劇的想像力 演劇芸術への反省と考察』拓洋社 1950
- シング『海へ騎りゆく人々 他二篇』岩波文庫 1952
- バーナード・ショー『シーザーとクレオパトラ』岩波文庫　1953

## 参考
- 山本修二教授略歴・著書目録  立命館文學 1964-08
- 『日本近代文学大辞典』講談社、1984
- 山崎行雄『田宮虎彦論』